# プログレス1
プログレス1（Progress 1）は初のプログレス補給船。シリアル番号は102。1978年にソビエト連邦がサリュート6号宇宙ステーションに補給物資を輸送するため使用した。

## 概要
プログレス1は1978年1月20日8時25分（GMT）にバイコヌール宇宙基地のSite 31/6からソユーズ-Uロケットによって打ち上げられた。1月22日10時12分、サリュート6号の後部ポートにドッキングした。燃料、生活必需品、機材が取り外され、2月6日にドッキングを解除。2月8日に軌道を離脱して太平洋上空に大気圏再突入し、燃え尽きた。